# Uşak (circonscription électorale)
La circonscription électorale d'Uşak correspond à la province du même nom et envoie 3 députés à la Grande assemblée nationale de Turquie.

## Composition
La circonscription d'Uşak est divisée en 6 districts (ilçe). Chaque district est composé d'un chef-lieu et de municipalités (communes et villages).

### Élections législatives de 2018
| Partis                   | Partis                                        | Voix    | %     | Sièges | +/-           | Élus                         |
| ------------------------ | --------------------------------------------- | ------- | ----- | ------ | ------------- | ---------------------------- |
|                          | Parti de la justice et du développement (AKP) | 105 783 | 43,48 | 2      |               | Mehmet Altay et İsmail Güneş |
|                          | Parti républicain du peuple (CHP)             | 68 725  | 28,25 | 1      | en stagnation | Özkan Yalım                  |
|                          | Le Bon Parti (İYİ)                            | 30 984  | 12,73 | 0      | Nv.           |                              |
|                          | Parti d'action nationaliste (MHP)             | 25 667  | 10,55 | 0      | en stagnation |                              |
|                          | Parti démocratique des peuples (HDP)          | 7 460   | 3,07  | 0      | en stagnation |                              |
|                          | Parti de la félicité (SP)                     | 3 338   | 1,37  | 0      | en stagnation |                              |
|                          | Parti patriote (VATAN)                        | 744     | 0,31  | 0      | en stagnation |                              |
|                          | Parti de la cause libre (HÜDA PAR)            | 613     | 0,25  | 0      | en stagnation |                              |
|                          |                                               |         |       |        |               |                              |
| Total                    | Total                                         | 243 314 | 100   | 3      | en stagnation | -                            |
| Inscrits / participation | Inscrits / participation                      | 266 929 | 90,97 |        |               |                              |

### Élections législatives de 2023
| Partis                   | Partis                                        | Voix    | %     | Sièges | +/-           | Élus                             |
| ------------------------ | --------------------------------------------- | ------- | ----- | ------ | ------------- | -------------------------------- |
|                          | Parti de la justice et du développement (AKP) | 92 329  | 36,04 | 2      | en stagnation | İsmail Güneş et Fahrettin Tuğrul |
|                          | Parti républicain du peuple (CHP)             | 74 377  | 29,04 | 1      | en stagnation | Ali Karaoba                      |
|                          | Le Bon Parti (İYİ)                            | 44 606  | 17,41 | 0      | en stagnation |                                  |
|                          | Parti d'action nationaliste (MHP)             | 23 971  | 9,36  | 0      | en stagnation |                                  |
|                          | Parti de la victoire (ZP)                     | 4 128   | 1,61  | 0      | Nv.           |                                  |
|                          | Parti de la gauche verte (YSP)                | 4 071   | 1,59  | 0      | en stagnation |                                  |
|                          | Nouveau parti de la prospérité (YRP)          | 3 627   | 1,42  | 0      | Nv.           |                                  |
|                          | Parti de la patrie (M)                        | 2 241   | 0,87  | 0      | Nv.           |                                  |
|                          | Parti de la grande unité (BBP)                | 1 675   | 0,65  | 0      | en stagnation |                                  |
|                          | Parti des travailleurs de Turquie (TIP)       | 1 100   | 0,43  | 0      | en stagnation |                                  |
|                          | Parti de la justice (AP)                      | 892     | 0,35  | 0      | Nv.           |                                  |
|                          | Parti jeune (GP)                              | 626     | 0,24  | 0      | en stagnation |                                  |
|                          | Parti de la mère patrie (ANAP)                | 536     | 0,21  | 0      | en stagnation |                                  |
|                          | Parti patriote (VATAN)                        | 411     | 0,16  | 0      | en stagnation |                                  |
|                          | Parti de gauche (SOL)                         | 338     | 0,13  | 0      | en stagnation |                                  |
|                          | Parti de la justice et de l'unité (AB)        | 310     | 0,12  | 0      | Nv.           |                                  |
|                          | Parti de la nation (MP)                       | 253     | 0,10  | 0      | en stagnation |                                  |
|                          | Parti des droits et libertés (HAK)            | 226     | 0,09  | 0      | en stagnation |                                  |
|                          | Parti de libération du peuple (HKP)           | 214     | 0,08  | 0      | en stagnation |                                  |
|                          | Parti communiste de Turquie (TKP)             | 149     | 0,06  | 0      | en stagnation |                                  |
|                          | Mouvement communiste (TKH)                    | 66      | 0,03  | 0      | Nv.           |                                  |
|                          | Parti de l'union du pouvoir (GBP)             | 4       | 0,00  | 0      | Nv.           |                                  |
|                          | Parti de l'innovation (YP)                    | 1       | 0,00  | 0      | Nv.           |                                  |
|                          | Parti de la route nationale (MYP)             | 1       | 0,00  | 0      | Nv.           |                                  |
|                          |                                               |         |       |        |               |                                  |
| Total                    | Total                                         | 256 154 | 100   | 3      | en stagnation | -                                |
| Inscrits / participation | Inscrits / participation                      | 280 741 | 91,01 |        |               |                                  |